# Thekla (Leipzig)
Thekla is een stadsdeel in het noordoosten van de stad Leipzig in de Duitse deelstaat Saksen.
Thekla ontstond in 1889 door de samenvoeging van de dorpen Plösen, Cleuden en Neutzsch. De naam werd gekozen naar een kerk met de naam Kirche Hohe Thekla. Op 1 maart 1930 werd Thekla, dat toen 2.300 inwoners had een deel van het grotere Leipzig.
Abtnaundorf · Althen · Anger · Baalsdorf · Böhlitz · Bösdorf · Breitenfeld · Burghausen · Cleuden · Connewitz · Crottendorf · Dölitz · Dösen · Ehrenberg · Engelsdorf · Eutritzsch · Flickert · Göbschelwitz · Gohlis · Gottscheina · Großzschocher · Grünau · Gundorf · Hartmannsdorf · Heiterblick · Hirschfeld · Hohenheida · Holzhausen · Kleinpösna · Kleinzschocher · Knauthain · Knautkleeberg · Knautnaundorf · Lausen · Leutzsch · Liebertwolkwitz · Lindenau · Lindenthal · Lößnig · Lützschena · Marienbrunn · Meusdorf · Miltitz · Mockau · Möckern · Mölkau · Neuschönefeld · Neustadt · Neutzsch · Paunsdorf · Plagwitz · Plaußig · Plösen · Portitz · Probstheida · Quasnitz · Rehbach · Reudnitz · Rückmarsdorf · Schleußig · Schönau · Schönefeld · Seehausen · Sellerhausen · Sommerfeld · Stahmeln · Stötteritz · Stünz · Südvorstadt · Thekla · Thonberg · Volkmarsdorf · Wahren · Wiederitzsch · Windorf · Zuckelhausen · Zweinaundorf